# Standfussiana occidentalis
Standfussiana occidentalis là một loài bướm đêm trong họ Noctuidae.